# E.L.T. Mesens

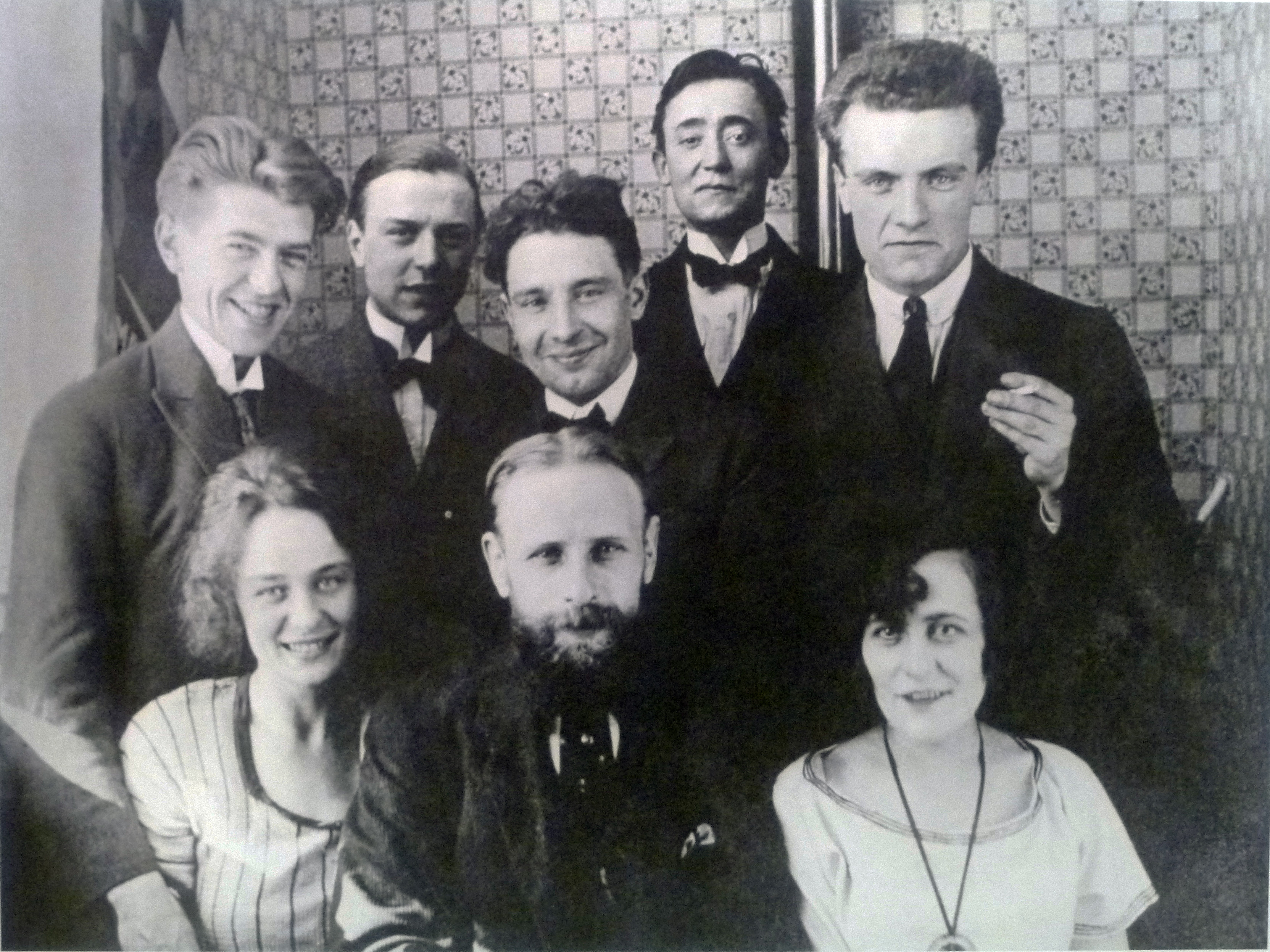
Belgische kunstenaars ten huize van Victor Servranckx (juni 1922); vlnr: (bovenaan) René Magritte, E.L.T. Mesens, Victor Servranckx, Pierre-Louis Flouquet, Pierre Bourgeois; (onderaan) Georgette Berger, Pierre Broodcoorens, Henriette Flouquet

Édouard (Edy) Léon Théodore (E.L.T.) Mesens (Brussels stedelijk gebied, 27 november 1903 - Brussel, 13 mei 1971) was een Belgische pianist, componist, schrijver, dichter, uitgever, fotograaf en collagemaker. Hij was tevens galeriehouder, organisator van tentoonstellingen, columnist en kunsthandelaar.
Boven alles was hij een enorm netwerker in de Belgische en internationale kunstwereld en een begaafd commentator. Deze twee eigenschappen zijn de verbindende lijn tussen alle functies die hij door elkaar heeft uitgeoefend. Hij was de motor achter het succes van de surrealistische beweging in België en in het bijzonder van René Magritte. Hij introduceerde het surrealisme in het Verenigd Koninkrijk.

## Biografische gegevens
Édouard-Léon-Théodore Mesens werd geboren in de Sint-Gorikswijk in het centrum van de stad Brussel. Zijn vader was een succesvolle Vlaamse groothandelaar, zijn moeder was afkomstig uit Rijsel. Hij was enig kind. Reeds van jeugdige leeftijd wou hij een belangrijke rol spelen in het artistieke leven en dit manifesteerde zich reeds vanaf de leeftijd van 17 jaar.
Mesens was extravert en perfect tweetalig, met voorkeur voor Frans. De dichter Wies Moens omschreef hem als een flamboyante persoonlijkheid, met veel humor, eerder roekeloos, agressief en rechtlijnig, zonder veel aandacht voor detailkwesties. Hij was tegelijk uitbundig, stoer, gewiekst, charmant, vervelend en vrij onconventioneel. Hij hield van subversie en hij was niet bang van het schandaal en dit reeds van zeer jeugdige leeftijd. Hij was een liefhebber van vrouwelijk schoon en levensgenieter. Hij ontwikkelde de kunst om met mensen om te gaan. Hij beschikte over een enorm doorzettingsvermogen.
Zijn eerste roeping was muziek, gestimuleerd door zijn moeder. Hij leerde op zeer jonge leeftijd eerst viool en later piano spelen en ging vanaf 1919 lessen volgen aan het Conservatorium van Brussel. Hij was geen ijverige student en zou in feite slechts iets meer dan een jaar aan de academie studeren, maar dat was voldoende om een aantal essentiële contacten in de kunstwereld te leggen. Netwerken stond voor hem altijd centraal.
In 1920 raakte hij bevriend met René Magritte.
Van 1923 tot 1938 had hij een buitenechtelijke relatie met Honorine De Schrijver, de echtgenote van zijn vriend en mecenas Paul-Gustave Van Hecke, die dit blijkbaar tolereerde.
Tijdens zijn Londense periode ontmoette hij in 1939 Sybil Mason Stephenson, ex-echtgenote van de Britse abstracte kunstenaar Cecil Stephenson, en trouwde met haar. Het huwelijk bleef kinderloos. Sybil Stephenson stond haar echtgenoot bij in zijn activiteiten, zij had het wel moeilijk met zijn overmatig drankgebruik. Zij overleed op 7 januari 1966 aan leukemie. Zij is Sybil in het boek "Don't tell Sybil".
In 1967 overleden Gustave Van Hecke en René Magritte kort na elkaar. Na het overlijden van zijn echtgenote en zijn hechte vrienden raakte Mesens zwaar aan de drank en raakte op de dool. Mesens overleed in 1971 officieel na een "lange, slepende, pijnlijke ziekte". Volgens dichter en historicus Franklin Rosemont kwam dit omdat hij opzettelijk de bevelen van artsen om zich van alcohol te onthouden negeerde.

## Netwerker
Met een aaneenschakeling van ontmoetingen verwierf E.L.T. Mesens van jongs af aan reeds een enorm netwerk in de kunstwereld. In de loop van zijn verdere leven zou netwerken in alle functies die hij uitoefent cruciaal blijven en bleef zijn netwerk in België en Europa groeien.
Enkele cruciale contacten:
- Op initiatief van Karel Maes, die hij kende van de academie bezocht hij de eerste tentoonstelling van Magritte en Flouquet in het kunstencentrum "Centre d'Art" in Brussel in 1920. Beide kunstenaars studeerden toen ook nog aan de academie. Deze ontmoeting betekende de levenslange "vriendschap" tussen Magritte en Mesens. Op deze tentoonstelling leerde hij ook de invloedrijke dichter Pierre Bourgeois kennen, die in 1922 de uitgever van 7Art zou worden, waar Mesens, Magritte en Maes ook bij betrokken werden. Op die manier kwam hij ook in contact met de uitgebreide kunstenaarsgroep die bij dit tijdschrift betrokken was, maar ook met bv. Van Doesburg die een grote invloed op hem heeft gehad.
- In april 1921 sprak hij spontaan Erik Satie aan, na afloop van een concert van Satie in Brussel dat hij bijgewoond had. Satie was zijn grote idool met wie hij al wat correspondentie had gevoerd. De Franse musicus stelde deze jonge bewonderaar op prijs en deed hem niet veel later Parijs en haar dadaïstische scene ontdekken. Satie introduceerde hem in de dadaïstische kringen, met ontmoetingen met Philippe Soupault, Louis Aragon, André Breton en Paul Éluard. Hij nam hem mee naar de eerste Parijse tentoonstelling van Man Ray, met wie Mesens op zijn beurt hecht bevriend raakte, en naar het atelier van Constantin Brancusi. Hij ontmoet ook Kiki de Montparnasse en Marcel Duchamp.
- Andere belangrijke netwerken werden opgebouwd via Gustave Van Hecke in het galeriecircuit en later als verkoopsecretaris van het museum van Schone Kunsten waar hij grote exposities organiseerde.[9] Hij bracht Gustave Van Hecke in contact met René Magritte.[9]
- In Londen waren Edward James en Roland Penrose cruciaal voor zijn Engels en internationale netwerk.
- Na zijn terugkeer in België in 1951 had hij zeer goede contacten met Gustave Nellens, eigenaar van het casino van Knokke, voor wie hij als raadgever en curator optrad en die hij met Magritte in contact bracht.[10][9]

## Relatie met René Magritte
In 1920 ontmoette Mesens René Magritte ter gelegenheid van diens eerste tentoonstelling in Brussel. Zij werden bevriend en hun beide carrières zouden voor het ganse leven vermengd zijn.
Zij deelden een enthousiasme voor ontdekkingen.
In maart 1921 raakte Mesens volledig onder de indruk van Theo van Doesburgs dadaïstische visie op de moderne kunst en bracht dat enthousiasme over op Magritte. Ook het tijdschrift 7Art van Pierre Bourgeois, gericht op het modernisme in alle aspecten van de maatschappij, leunde aanvankelijk sterk op het dadaïsme.
Na enkele jaren keerden Mesens en Magritte zich af van 7Art en het dadaïsme omdat het volledig ging neigen naar het constructivisme, terwijl voor hen het poëtische aspect essentieel was in de kunst.
In 1924 toonde Mesens de reproductie Liefdeslied (Chant d'amour) van Giorgio De Chirico aan René Magritte in Les Cahiers Libres. Beiden waren overdonderd. Dit zou Mesens' verdere oriëntatie en vooral ook van Magritte naar het surrealisme bepalen.
Zijn ganse leven lang heeft Mesens de werken van Magritte gepromoot, tijdens zijn activiteiten als galerijhouder in Brussel en Londen, als verkoopsecretaris van het Museum voor Moderne Kunsten, als kunsthandelaar en als organisator van tentoonstellingen. Op die manier heeft hij in belangrijke mate bijgedragen aan de nationale en internationale erkenning van René Magritte.
Beiden hadden tegengestelde karakters, Mesens zeer extravert en flamboyant, Magritte introvert, eerder intellectueel, een moeilijk karakter en (schijnbaar) eerder teruggetrokken. Ze hadden echter hetzelfde soort humor en een oneerbiedige neiging naar non-conformisme.
Het was een getroebleerde vriendschap, er waren dikwijls zware meningsverschillen omdat Magritte Mesens ervan beschuldigde van hem te profiteren. Dit was zeker niet ten onrechte, Mesens was boven alles ook een gewiekst zakenman, anderzijds heeft Magritte zijn grote succes voor een groot deel te danken aan Mesens.
Een belangrijke beproeving van de vriendschap was de aan- en verkoop van een belangrijk aantal werken van Magritte door Mesens. Tijdens de periode dat Magritte in Parijs actief was kocht Mesens 11 werken om hem uit de geldnood te helpen, weliswaar voor een voordelige prijs, namelijk de prijs die Magritte met Gustave Van Hecke had bedongen voor 250 van zijn werken voor de Gallery Le Centaure in ruil voor een maandelijks inkomen. Toen de Gallery Le Centaure later failliet ging kocht Mesens ongeveer 150 à 200 van die werken van Magritte om te verhinderen dat de prijzen zouden kelderen door het plotse overaanbod op een veiling. Dit was in die periode niet zonder risico, want Magritte genoot nog niet de faam die hij in de toekomst zou krijgen.
Later verkocht Mesens deze werken geleidelijk aan met zeer hoge prijzen en dit irriteerde Magritte heel erg.
E.L.T. Mesens is afgebeeld op verschillende werken van Magritte, waaronder het bekende schilderij De Helderziendheid (La Clairvoyance) waarop men de "vooruitziende" E.L.T. Mesens een vogel ziet schilderen met een ei als model. Revolver is een ander werk waarop hij prominent aanwezig is.

## Componist
Hij schreef in het begin van de jaren 1920 reeds een twintigtal kleine partituren met pianobegeleiding. Hij zette vooral gedichten van dichters als Philippe Soupault, Benjamin Péret, Tristan Tzara en Paul Eluard op muziek. Hij gaf zijn eerste pianoconcert in Brussel in 1922, maar kreeg geen goede commentaren. In 1923 nam E.L.T. afstand van zijn muzikale carrière. De muziek zou wel blijvend een rol in zijn leven spelen. E.L.T. Mesens speelde een belangrijke rol in de opkomst van de moderne muziek in Brussel en Antwerpen en zijn composities zouden nog regelmatig vertolkt worden.

## Dichter
Gedurende zijn hele leven schreef Mesens gedichten die hij meestal opdroeg aan zijn bevriende kunstenaars. Hij werkte ook mee aan de Engelse en Franse vertaling van de werken van zijn collega-surrealisten, zoals Paul Eluard.
De teksten van Mesens werden gepubliceerd in vele literaire en artistieke tijdschriften zoals Mécano, 391, Variétés, London Bulletin, VVV, Distances, Horizon, Free Unions, Surrealist Transformation en Phantomas.
Humor en spot waren even belangrijk als ernst en kritische zin. Tot aan het einde van zijn leven bleef Mesens vormelijk trouw aan het dadaïsme. Zo gebruikte hij verschillende lettertypes in de uitgave van eenzelfde tekst en haalde hij de klassieke horizontale structuur van het westerse gedicht uit elkaar.

## Redacteur
Tijdens de vroege jaren 1920 droeg Mesens bij aan een aantal avant-garde recensies (Sélection, Ça Ira, Créer, 391, Variété, 7 Arts), waaronder het dadaïstische Mécano onder redactie van Theo van Doesburg, die de verbinding maakte tussen dadaïsme en constructivisme.
Hij was een graag geziene gastspreker op allerlei bijeenkomsten.
In Brussel verzorgde hij de redactie van "Marie", een tweewekelijkse krant voor jongeren (drie nummers van maart tot juli 1926) en Adieu à Marie (één nummer in 1927) in samenwerking met Magritte, de schrijvers Paul Nougé en Camille Goemans, Lecomte en de muzikanten André Souris en Paul Hooreman.
In 1934 is hij hoofdredacteur van het tijdschrift Documents 34. Mesens schreef ook veel recensies en vertalingen van Paul Eluard (met Roland Penrose). HIj schreef ook verschillende teksten en voorwoorden, onder meer voor een tentoonstelling van Max Ernst in Knokke in 1953.
De briefwisseling in zijn archief bevat een indrukwekkend aantal voorstellen voor medewerking aan publicaties en toont aan dat hij een wereldwijd erkend kunstcommentator en/of polemist was.

## Uitgever
In oktober 1924 maakte hij samen met Magritte plannen om het tijdschrift Periode uit te brengen. Door een ironische publicatie van Paul Nougé werden die plannen niet uitgevoerd, maar leidden wel tot een samenwerking tussen Paul Nougé, Magritte, Goemans, Mesens en Lecomte, die later de kern van de Brusselse surrealisten zouden vormen.
Hij bracht vervolgens in maart 1925 "Oesophage" uit, weliswaar slechts één enkele uitgave, maar met medewerking van Jean Arp, Max Ernst, Georges Ribemont-Dessaignes, Picabia, Kurt Schwitters en Tristan Tzara.
In 1926 brengt hij "Garage" uit, muziek die hij in 1921 had gecomponeerd op een gedicht van Philippe Soupault (cover van Man Ray), en gaf hij een lezing over muziek. Mesens neemt van dan af een centrale plaats in de aldus gevormde Belgische surrealistische groep in, Paul Nougé, Camille Goemans, René Magritte, Marc Eemans, Marcel Lecomte, André Souris en Louis Scutenaire.
In 1933 richtte Mesens edities "Nicolas Flamel" op, met boeken van de vroege surrealisten en enkele van zichzelf. Zijn eigen gepubliceerde werk omvat 3 dichtbundels: Femme compleet (geïllustreerd door Magritte), 1933; Alphabet sourd-aveugle (een samenwerking met Paul Eluard), 1933; Troisiéme front (1944) en één collectie, Poèmes 1923-1958, gepubliceerd in 1959 met illustraties van Magritte.
Hij bracht verder onder meer Bulletin International du Surealisme (1935), het London Bulletin (1938-1940) en Message from Nowhere/Message de Nulle Part (1944) uit.

## Galeriehouder/Verkoopssecretaris Paleis voor Schone Kunsten
Vanaf 1923 werkte Mesens als assistent voor de Brusselse kunsthandelaar Louis Manteau.
Via het circuit van de galeries had Mesens ondertussen kennis gemaakt met Paul-Gustave Van Hecke, mecenas en galeriehouder, de eerste die Magritte een contract aanbood en werken van Mesens publiceerde. Mesens zou zijn ganse leven bevriend blijven met Gustave Van Hecke en vooral ook met zijn echtgenote, (Ho)Norine De Schrijver, met wie hij tussen 1923 en 1938 een buitenhuwelijkse relatie had.
In 1927 leidde hij de galerie L'Époque, exposeerde enkele van de belangrijkste werken van surrealistische schilders: van Magritte, van wie hij in 1928 drieëntwintig werken presenteerde, van Max Ernst en Joan Miró. Hij presenteert er ook zijn foto's, waaronder die van Eugène Atget, Laszlo Moholy-Nagy, André Kertesz en Man Ray.
In 1930 opende hij kortstondige Galerie Mesens, maar die ging vlug over de kop.
In 1931 werd hij verkoopsecretaris van het Paleis voor Schone Kunsten in Brussel. Mesens organiseerde verschillende grote tentoonstellingen in het Paleis voor Schone kunsten, waaronder expo L’Art vivant en Europe (1931) waaraan Magritte voor het eerst kon deelnemen, de eerste solotentoonstelling voor Magritte in 1933, Le nu dans l'art vivant (februari 1934), maar met als hoogtepunt in mei 1934, met de hulp van André Breton en Paul Éluard, de Minotaure-tentoonstelling, de eerste internationale tentoonstelling van het surrealisme.
In La Louvière organiseerde hij in oktober 1935 de tweede internationale tentoonstelling van het surrealisme (Jean Arp, Chirico, Dali, Max Ernst, Paul Klee, René Magritte, Man Ray, Joan Miro, André Servais, Yves Tanguy en Mesens zelf) en gaf er een lezing van surrealistische teksten samen met Irène Hamoir.

## Kunsthandelaar
E.L.T. Mesens had een zakentalent. Hoewel uit zijn briefwisseling duidelijk blijkt dat het promoten van het surrealisme zijn levenwerk was, gingen alle activiteiten die hij in de kunstwereld deed gepaard met handel, hetzij rechtstreeks, hetzij als tussenpersoon. Hierdoor bouwde Mesens niet alleen een fortuin op, hij bezat op het einde van zijn leven ook een indrukwekkende kunstverzameling. Vanaf 1935 was hij dealer van de werken van René Magritte.
Hij kocht en verkocht werken van weinig bekende kunstenaars, introduceerde kunstenaars bij andere handelaren en publiceerde de werken van schrijvers en kunstenaars. In vele gevallen creëerde hij zelf de markt, zoals voor Paul Delvaux in Londen van wie hij samen met zijn zakenpartner een 40-tal werken had aangekocht.
Het indrukwekkend archief van zijn briefwisseling bevat honderden brieven over transacties en tussenkomsten van werken van de allergrootste kunstenaars.
Legendarisch is zijn aankoop van werken van René Magritte. Rond 1930 kocht hij 11 doeken van Magritte, die in geldnood zat, voor een zeer voordelige prijs. Toen Galery Le Centaure in 1932 failliet ging kocht Mesens alle werken van Magritte uit de failliete inboedel, ongeveer 150 à 200, om te beletten dat de waarde van de schilderijen van Magritte zou kelderen als ze massaal op de markt kwamen. Hij moest hier verschillende leningen voor aangaan. Hij verkocht deze werken later, toen Magritte internationale faam verworven had, voor hoge prijzen.

## Londense periode
Vanaf begin 1936, probeerde hij een Magritte-tentoonstelling te organiseren in de progressieve Zwemmer Gallery in Londen. Dat lukte niet, maar door de voorbereidingen kon Mesens actief deelnemen aan de voorbereiding van de grote Internationale surrealistische tentoonstelling van Londen van juni 1936, die hij samen met o.a. André Breton organiseerde in de New Burlington Galleries in Londen, waarop vier werken van Magritte verkocht werden. Via de tentoonstelling in New Burlington Galleries kreeg Mesens toegang tot Britse modernistische kringen, waar hij Roland Penrose en Edward James, twee belangrijke Engelse kunstverzamelaars, ontmoette.
Mesens raakte overtuigd van de perspectieven van de Britse markt en besloot zich definitief te vestigen in Londen waar hij de London Gallery overnam in associatie met de gefortuneerde Penrose, die contacten had met kunstenaars als Max Ernst en Paul Éluard. Mesens bracht ook zijn verzameling, waaronder een collectie Picasso's, aan en kreeg een contract als directeur aangeboden om de dagelijkse werking van de onderneming te verzekeren.
Eind maart 1938 was Magritte de eerste die tentoonstelde in de nieuwe London Gallery, geopend met een extravagante vernissage door Mesens. Tegelijk publiceerde Mesens het eerste nummer van de London Bulletin (1938-1940), dat volledig gewijd was aan Magritte, tot dan toe nog volledig onbekend in Engeland. Ook Paul Delvaux kreeg later een belangrijke plaats in zijn tentoonstellingen en promotie. Deze "orchestratie" van Mesens droeg in grote mate bij tot de internationale faam van zowel René Magritte als Paul Delvaux en de verspreiding van het surrealisme in het algemeen in Engeland. Hij kon Penrose overtuigen om samen te investeren in een stock van ongeveer 40 werken uit het atelier van Delvaux, waarvan een deel verkocht werd voor zeer lucratieve prijzen.
In 1938 organiseerde hij met Penrose een reizende tentoonstelling rond het werk van Picasso's Guernica om fondsen in te zamelen ten gunste van de Spaanse revolutionaire beweging.
In 1939 ontmoette hij Sybil Stephenson die zijn vrouw zou worden.
Ten gevolge van de oorlog moest de London Gallery sluiten. Vanaf 1941 werkte Mesens mee aan BBC-oorlogsuitzendingen voor Radio Belgique en publiceerde een aantal werken zoals "Message from Nowhere" en Idolatry and Confusion, een pamflet tegen het chauvinisme van de literatuur tijdens de oorlog. Met Roland Penrose vertaalde hij Paul Eluards Poetry and Truth.
Mesens lag in zijn Londense periode ook aan de basis van de "herontdekking" van Kurt Schwitters.
Na de oorlog opende Mesens de London Gallery opnieuw, er volgden verschillende tentoonstellingen met grote namen uit het dadaïsme en het surrealisme, naast het werk van jong talent zoals Lucian Freud, Desmond Morris en een hommage aan Schwitters in 1950. De verkoop vlotte echter niet, het Britse surrealisme was geëindigd met de stopzetting van het London Bulletin. In 1950 sloot Mesens de Gallery om zich de rest van zijn leven te wijden aan het organiseren van tentoonstellingen.

## Zelfstandig curator
Bij zijn terugkeer naar België, organiseerde hij in het Casino van Knokke een Picasso-retrospectief (juli 1950). en de eerste retrospectieve tentoonstelling van Magritte in de zomer van 1952, in samenwerking met P.G. Van Hecke. Vervolgens lag hij aan de basis van een grote tentoonstelling in het Paleis voor Schone Kunsten in 1954, die de definitieve doorbraak van Magritte zou worden. Twee andere belangrijke tentoonstellingen werden georganiseerd: één in Londen in de Lefevre Gallery in 1953 en de andere een jaar later in de Sidney Janis Gallery in New York. Deze laatste expositie getiteld "Word versus Image" werd een commerciële flop maar werd wel enthousiast onthaald in Art Digest en oefende op die manier een belangrijke invloed uit op jonge Amerikaanse schilders uit die tijd.
Enige tijd voor deze twee tentoonstellingen werd Magritte benaderd door Alexander Iolas, een jonge New Yorkse galeriehouder van Griekse afkomst. Hij zou Magritte definitief groot maken in Amerika. Mesens die zelf nooit naar Amerika wilde gaan, hield de onderneming niet tegen. Hij bleef de schilderijen die hij bezat verkopen aan vele Belgische en buitenlandse verzamelaars.
Zijn focus ging nu echter naar zijn eigen artistieke werk, vooral de collages. Hij toonde zijn stukken internationaal in groeps- en solotentoonstellingen.

## Collagemaker en fotograaf
In 1924 maakte hij zijn eerste collages en fotomontages. Hij publiceerde zijn foto's, nam ze op in tentoonstellingen en verwerkte ze in zijn collages.
Van zijn eerste periode collages van 1924 tot 1931 zijn slechts 15 collages bekend, waarvan er enkele gepubliceerd werden in tijdschriften. Hij bleef echter sporadisch collages maken.
Het is pas vanaf 1952 dat Mesens terugkeerde naar collages, waarbij hij net als Kurt Schwitters de meest ongewone materialen samenbracht. De aanleiding was zijn bezoek aan de biënnale van Venetië in 1954 waar drie van zijn vroegere werken waren opgenomen in de tentoonstelling "Van Bosch tot Magritte" in het Belgisch paviljoen. Hij was hier zelf zo van onder de indruk dat hij op grote schaal opnieuw deze kunstvorm zou beoefenen. Hij maakte in die tweede periode tot aan zijn dood meer dan 440 werken.
Zijn eerste solotentoonstelling vond plaats in de Galerie Furstenberg in Parijs in 1958. De tentoonstellingen volgden elkaar op, in 1959 in het Paleis voor Schone Kunsten in Brussel, in 1960 in Milaan en Venetië, in 1961 in Londen, in 1962 in New York, in 1963 in het Casino van Knokke (125 collages en objecten), in 1965 in Milaan, in 1966 in Brussel, in 1970 in Turijn en Venetië, in 1971 in Brussel.
In zijn eerste periode was de invloed van het werk van Max Ernst duidelijk aanwezig. In zijn tweede periode gaat hij zich meer toeleggen op het promoten van het alledaagse in een schijnbare chaos die toch rust uitstraalt. Het zijn dikwijls collages van alledaagse stukjes bedrukt papier, zoals reservaties, verknipte reclamefolders, willekeurige knipsels uit kranten, waarin hij de kleuren laat contrasteren. De invloed van Kurt Schwitters is merkbaar.
Hij verzamelt drukletters, geduldig uitgeknipt, in alle mogelijke kleuren, stijlen en formaten en maakt er (meestal humoristische) woordspelingen in meerdere talen van die geschreven en beeldende taal samenbrachten.
Enkele van zijn werken bevinden zich in het Museum voor Schone Kunsten. De Verbeke Foundation bezit een uitgebreide verzameling van zijn collecties. Ook het Magritte-museum en de Tate-gallery hebben werken van hem in hun collectie. Foto's van hem zijn te zien in onder andere het Centre Pompidou.

## Kunstverzamelaar
Gedurende zijn hele leven verzamelde Mesens werken van de kunstenaars die hij bewonderde en die hij vertegenwoordigde.
Hij bezat schilderijen, tekeningen, sculpturen en collages van Paul Klee, Wifredo Lam, René Magritte, Max Ernst, Richard Oelze,Victor Brauner, Man Ray, Juan Gris, André Masson, Henri Laurens, Pablo Picasso, George Grosz, Francis Picabia, Roger de la Fresnaye Lyonel Feininger, en Alfred Kubin.
Dankzij deze werken kon hij verschillende keren tentoonstellingen in België en in Engeland organiseren.
Op het einde van zijn leven wilde hij dit bijzondere ensemble van collages, tekeningen, gravures en schilderijen van de grootsten uit de moderne kunstgeschiedenis schenken aan de Koninklijke Musea voor Schone Kunsten van België. De schenking werd echter geweigerd omdat Mesens eiste om ook een aantal van zijn eigen collages te tonen in een vaste presentatie van zijn collectie.
Aangezien hij geen erfgenamen had, raakte zijn verzameling aan het einde van zijn leven verspreid. Sommige stukken ervan zijn vandaag te bewonderen in de musea van Canberra (Australië) en Bilbao (Spanje).

## Citaten
"Het blijkt dat een mens ook te veel talenten kan hebben." (Matthias Depoorter in Knack.)

## Algemene bronnen
- Diana Naylor, E.L.T. Mesens: His contribution tot the Dada and surrealist movements in Belgium and England as artist, poet and dealer. A thesis submitted for the degree of Ph.D. University College, London, 1980 https://discovery.ucl.ac.uk/id/eprint/1317711/1/275805.pdf
- Rik Sauwen, Het sterrenfestival van E.L.T. Mesens - Van ket tot wereldburger, Tijdschrift OKV (Openbaar Kunstbezit Vlaanderen), 2013 https://www.okv.be/artikel/het-sterrenfestival-van-elt-mesens-van-ket-tot-wereldburger
- Erika Cornelis Van Dam: E.L.T. MESENS comme nous l'entendons..., Verbeke Foundation, 2016 https://docplayer.nl/6988596-E-l-t-mesens-comme-nous-l-entendons.html
- Neil Matheson: E.L.T. Mesens - Dada Joker in the Surrealist Pack, 2005 Image and narrative https://web.archive.org/web/20180413121913/http://www.imageandnarrative.be/inarchive/surrealism/matheson.htm
- Sjoerd Meihousen en J. Gibbs, Finding aid for the E.L.T. Mesens papers, 1917-1976, bulk 1920-1971, OAC (Online Archive California) https://web.archive.org/web/20220419174150/http://pdf.oac.cdlib.org/pdf/getty/spcoll/920094.pdf
- An Paenhuysen, De anonieme carrière van een Belgische, 2005  surrealist http://www.mattesonart.com/the-anonymous-career-of-a-belgian-surrealist-.aspx